# Winsen (Aller)
Winsen (Aller) – gmina samodzielna (niem. Einheitsgemeinde) położona w niemieckim kraju związkowym Dolna Saksonia, w powiecie Celle. Leży na brzegu rzeki Aller, na zachód od dopływu Örtze na południowym skraju Pustaci Lüneburskiej.